# بحيرة نيتيلينق
بحيرة نيتيلينق هي بحيرة ماء عذب باردة تقع في الطرف الجنوبي من جزيرة بافين في منطقة كيكيكتالوك، نونافوت، في كندا.  تحتل البحيرة المرتبة رقم 30 ضمن أكبر بحيرات العالم من حيث المساحة، وأكبر بحيرة في العالم على جزيرة، حيث تبلغ مساحتها 5,542 كيلومتر مربع (2140 ميل مربع) ويبلغ أقصى طول لها 123 كيلومترًا (76 ميلاً). تقع البحيرة في السهل العظيم في كوكجواك على بعد حوالي 280 كم (170 ميل) شمال غرب إيكالويت. تعبر الدائرة القطبية الشمالية البحيرة. ويرجع أصل اسم البحيرة إلى الإنوكتيتوت، وهو مشتق من كلمة الفقمة الحلقية البالغة (netsilak). استكشف فرانز بواس الشاطئ الجنوبي للبحيرة عام 1884.
إن نيتلينق هي أكبر بحيرة في نونافوت، وتغذيها ثاني أكبر بحيرة في جزيرة بافين، وهي بحيرة أمادجواك، بالإضافة إلى العديد من البحيرات والجداول الصغيرة الأخرى. تصُب البحيرة غربًا عبر نهر كوكجواك الضحل جدًا في حوض فوكس. يحتوي النصف الشرقي على العديد من الجزر الصغيرة، بينما النصف الغربي أعمق ولا توجد به جزر. إن البحيرة متجمدة معظم أيام السنة، وتعيش الفقمة الحلقية في البحيرة ويوجد ثلاثة أنواع فقط من الأسماك المسجلة فيها، وهي: الشار القطبي الشمالي بالإضافة إلى سمكة الشوكة النحاسية وسمكة الشوكة ثلاثية الأشواك. تعتبر منطقة السهول الجليدية حول البحيرة وجنوب بحيرة أمادجواك مهمة لتغذية وعول الأرض القاحلة وتكاثرهم.
تحتل بحيرة نيتلينق المرتبة رقم 11 ضمن أكبر بحيرات كندا، وهي واحدة من أكبر البحيرات في كندا.

## روابط خارجية
- Canada's Polar Environments, Baffin Island map and info